# Milan Rovňan
Milan Rovňan (12. prosince 1929 Hvozdnica – 24. října 1995 Žilina) byl slovenský fotbalový útočník a trenér.

## Hráčská kariéra
V československé lize hrál za Žilinu a Jednotu Trenčín, v žilinském dresu vstřelil obě své prvoligové branky.

### Prvoligová bilance
| Ročník          | Zápasy | Góly | Minuty | Klub            |
| --------------- | ------ | ---- | ------ | --------------- |
| I. liga 1950    | –      | 1    | –      | Slovena Žilina  |
| I. liga 1951    | –      | 1    | –      | Slovena Žilina  |
| I. liga 1955    | 6      | 0    | 540    | Iskra Žilina    |
| I. liga 1956    | 1      | 0    | 90     | Dynamo Žilina   |
| I. liga 1960/61 | 1      | 0    | 90     | Jednota Trenčín |
| CELKEM I. LIGA  | –      | 2    | –      |                 |

## Trenérská kariéra
Po skončení hráčské kariéry se stal trenérem. V ročnících 1964/65 a 1965/66 vedl Jednotu Trenčín v I. lize. V letech 1969–1971 trénoval v Liptovském Mikuláši, působil také v Žilině.